# David Ousted
David Ousted, né le 1er février 1985 à Greve au Danemark, est un footballeur danois. Il joue au poste de gardien de but au FC Midtjylland.

## Carrière
Le 20 février 2013, Ousted est embauché par les Whitecaps de Vancouver. Après cinq saisons en Colombie-Britannique, Ousted est échangé au D.C. United en retour d'un choix de deuxième ronde lors de la MLS SuperDraft 2018.
Le 20 février 2020, David Ousted rejoint le club suédois de Hammarby IF. Il s'engage pour un an avec une année en option.
En décembre 2021, alors âgé de 36 ans, David Ousted annonce la fin de sa carrière à l'issue de son contrat qui se termine ce mois-ci. Toutefois, il sort de sa retraite dès le 26 janvier 2022, s'engageant pour six mois au FC Midtjylland. Il est convaincu par Bo Henriksen, l'entraîneur du FCM, qui souhaite en faire la doublure de Elías Rafn Ólafsson après le départ de Jonas Lössl.

## Palmarès
Hammarby IF
- Vainqueur de la Svenska Cupen
  - Vainqueur en 2020-2021.

 FC Midtjylland
- Coupe du Danemark
  - Vainqueur en 2022.